# Parc provincial de Brudenell River

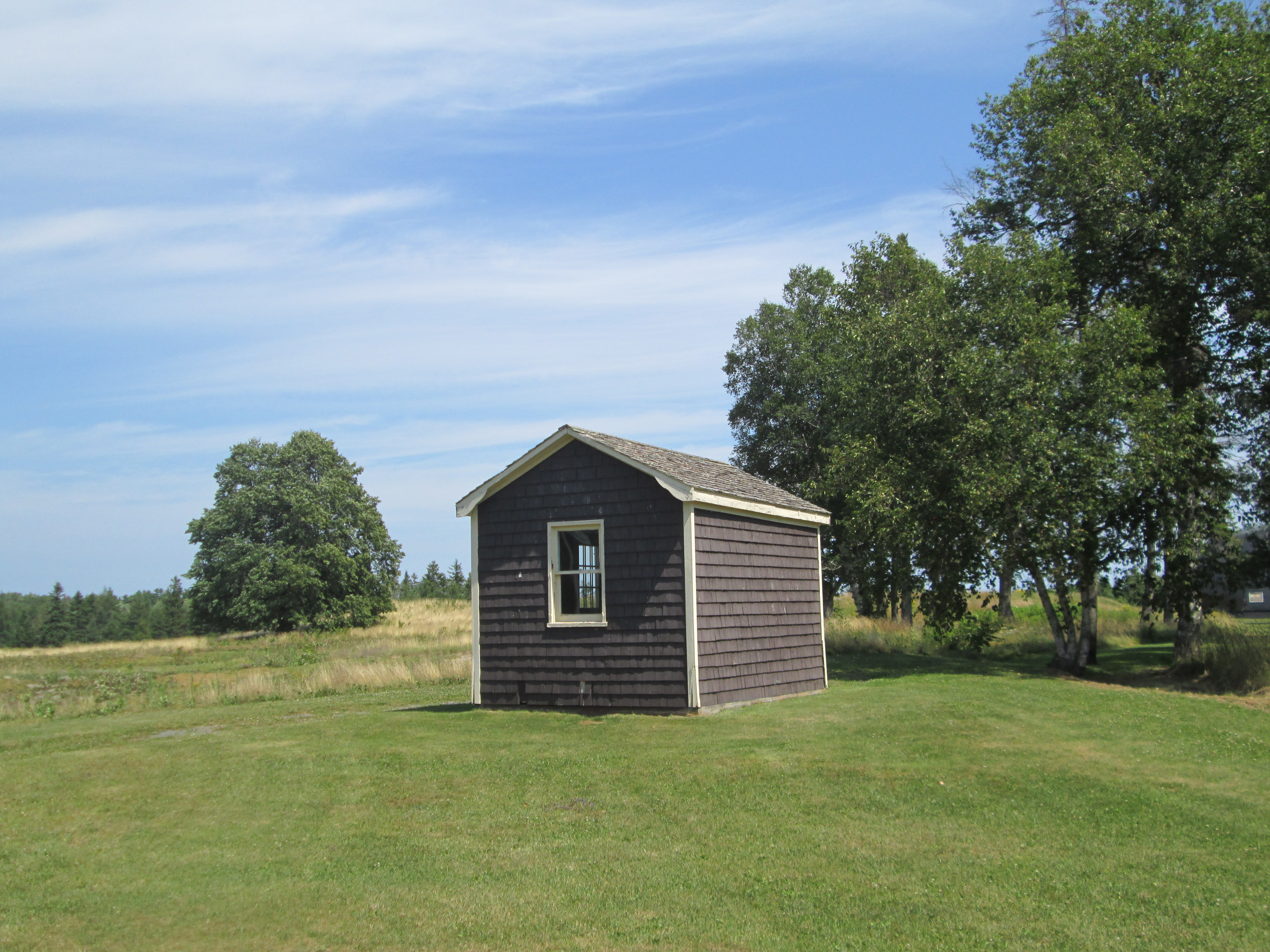
Parc provincial de Brudenell River

Le parc provincial de Brudenell River (en anglais : Brudenell River Provincial Park) est un des vingt-cinq parcs provinciaux de l'Île-du-Prince-Édouard, au Canada. Nommé d'après la rivière Brudenell, il est le plus grand parc de la province avec 5,63 kilomètres carrés.